# 訃報 2021年8月
訃報 2021年8月（ふほう 2021ねん8がつ）では、2021年8月に物故した、又は物故が報じられた人物について纏める。

## 1日 - 15日

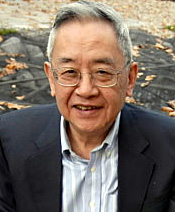
余英時／8月1日没

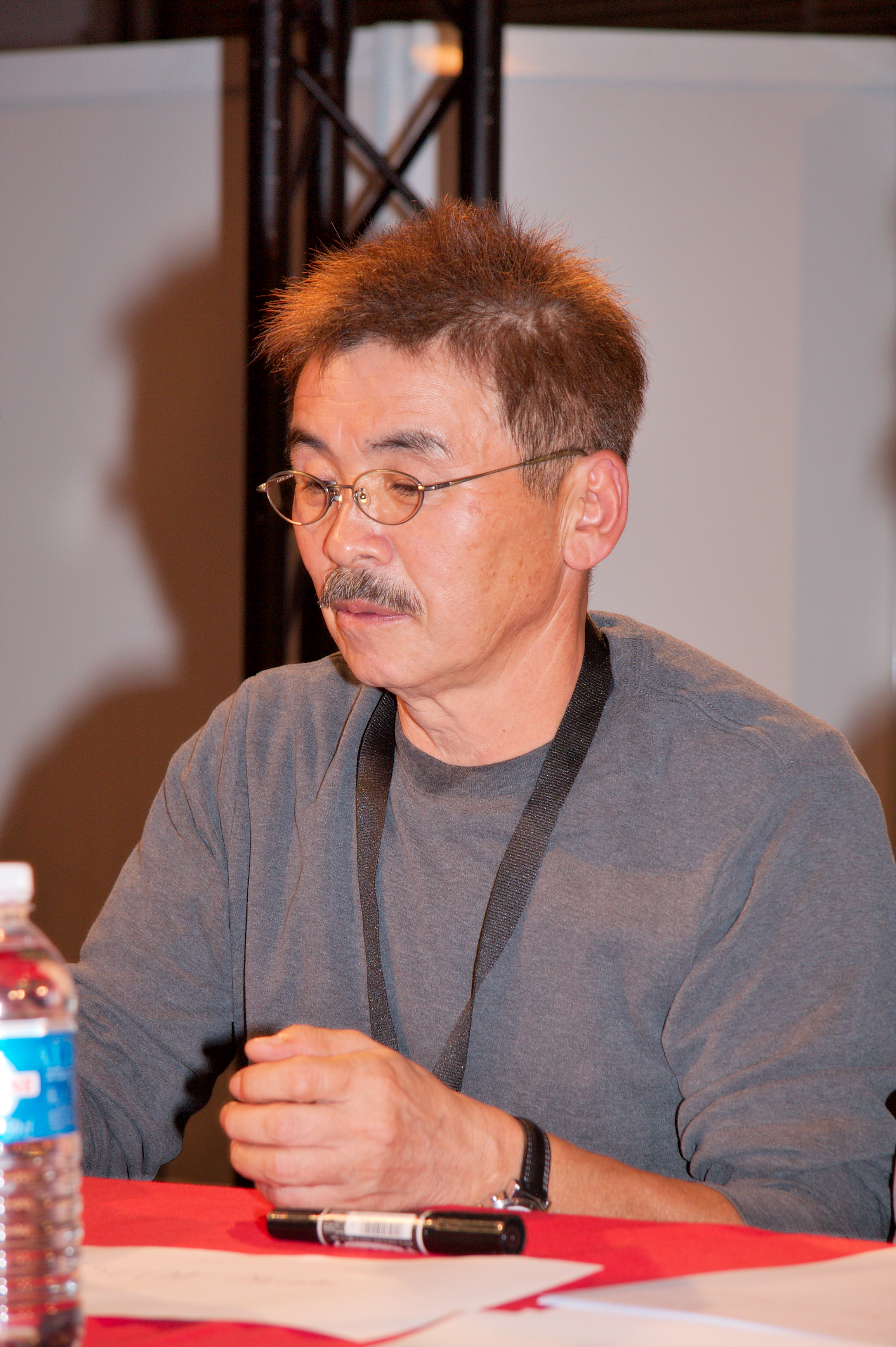
須田正己／8月1日没

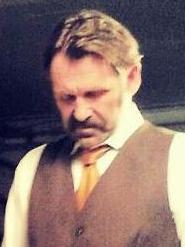
ヨルゲン・ラングヘーレ／8月3日没

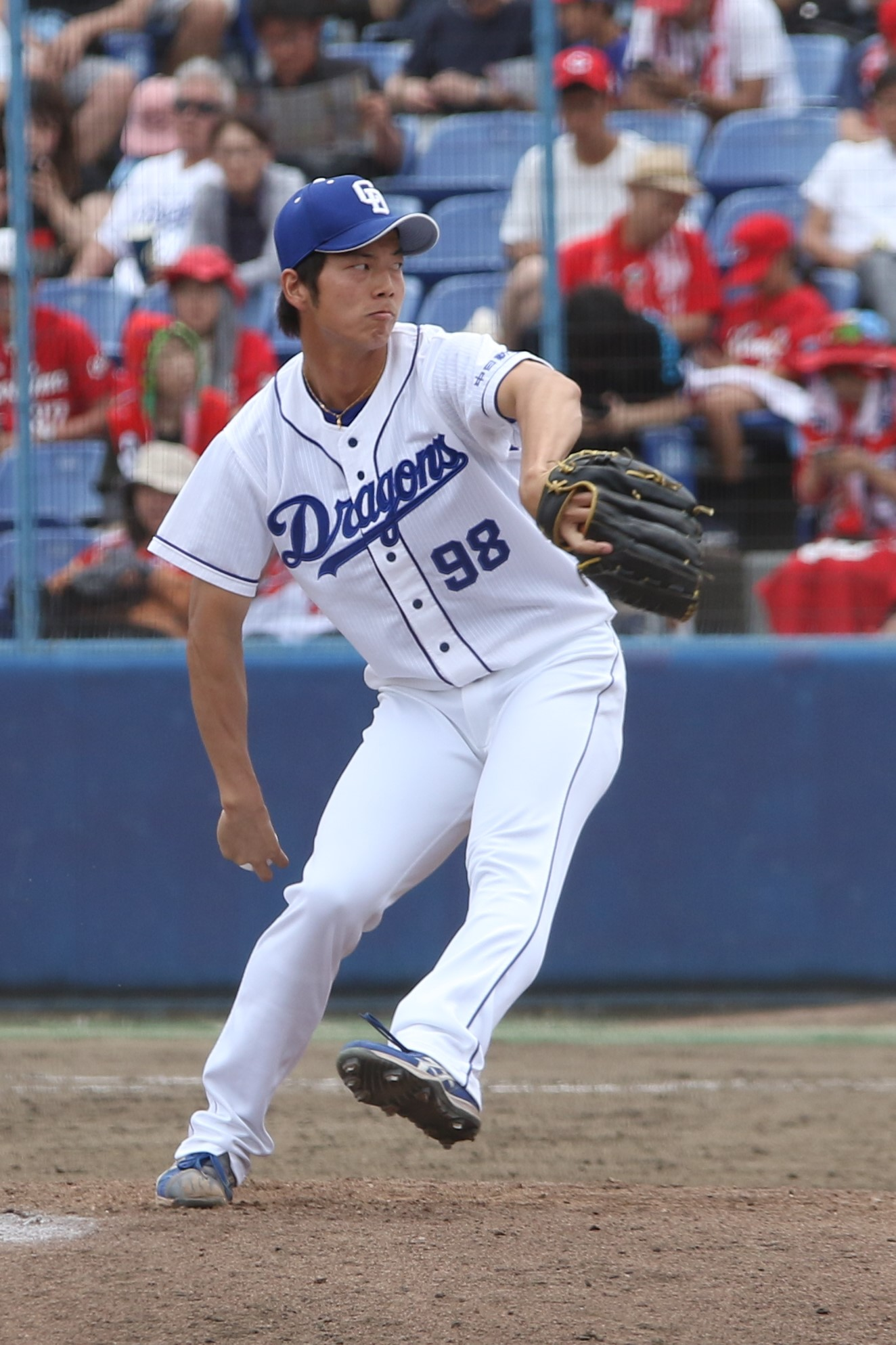
木下雄介／8月3日没

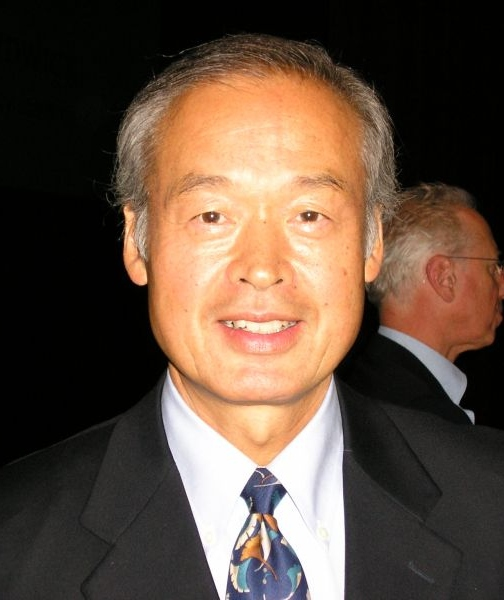
山田忠孝／8月4日没

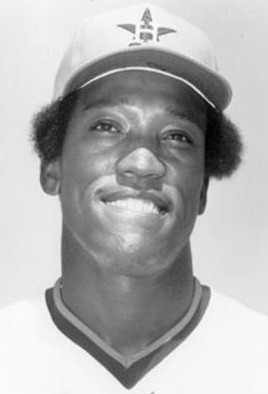
J.R.リチャード／8月4日没

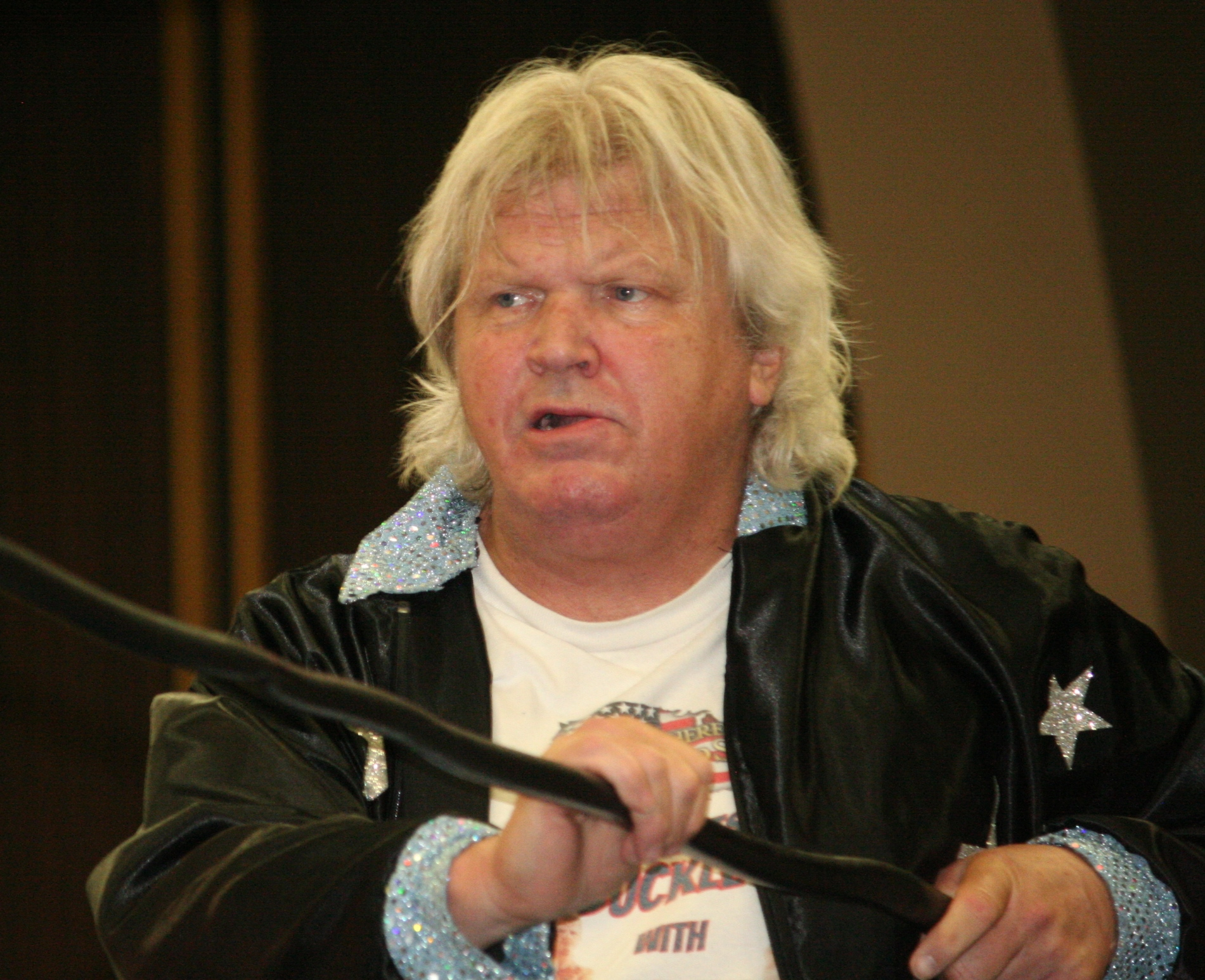
ボビー・イートン／8月4日没

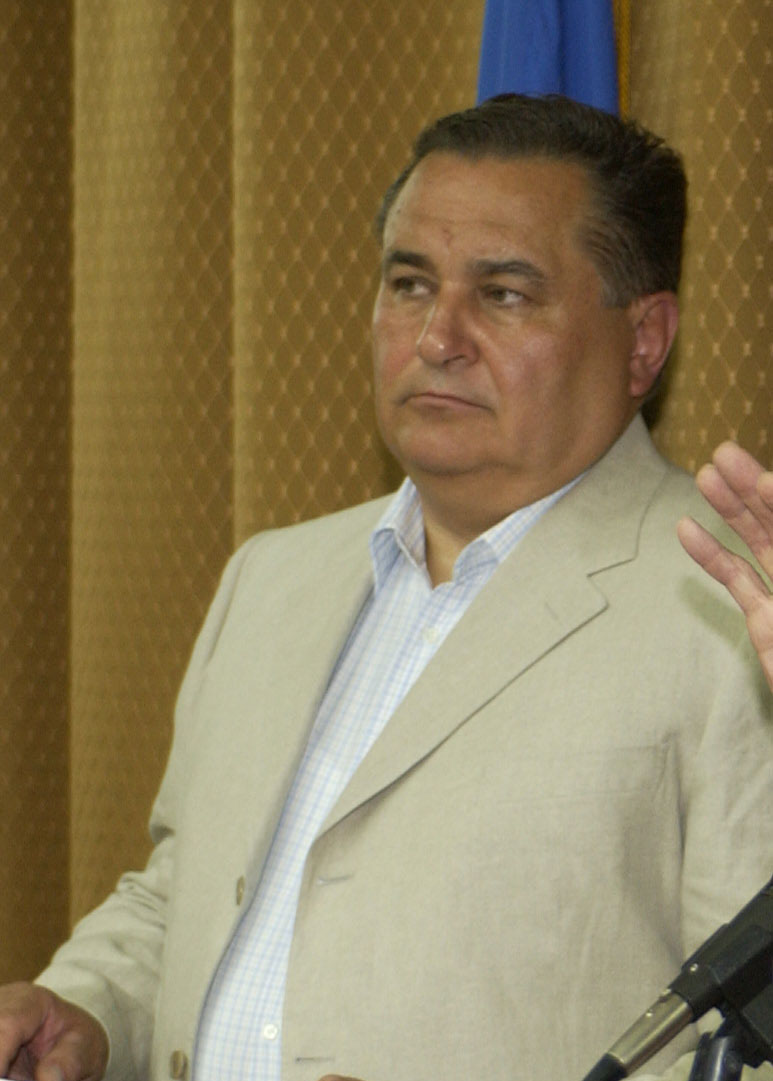
イェヴヘーン・マルチューク／8月5日没

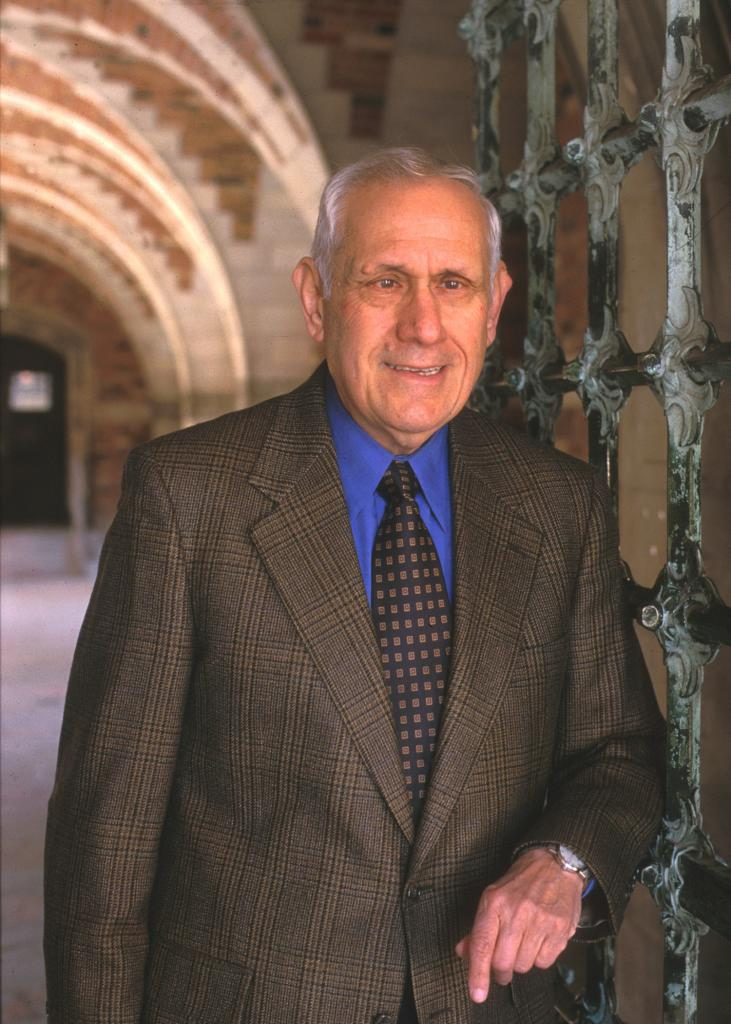
ドナルド・ケーガン／8月6日没

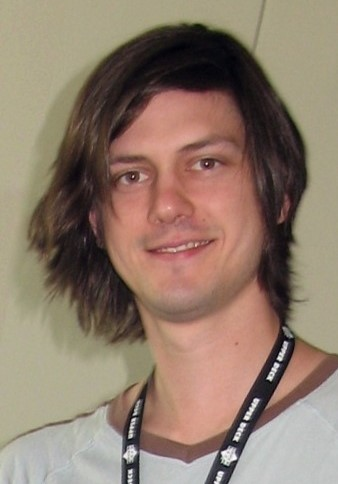
トレヴァー・ムーア／8月6日没

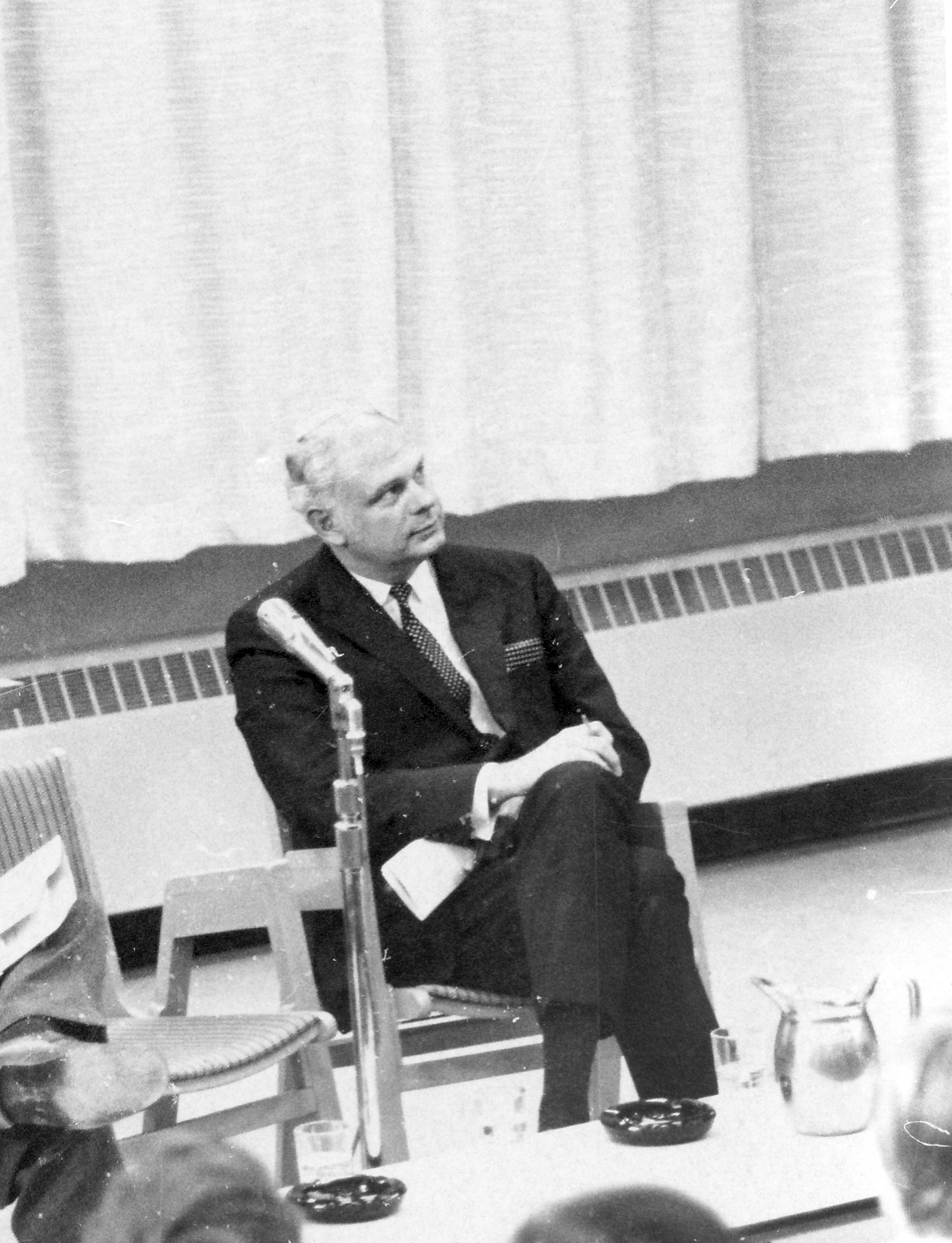
ポール・ヘリヤー／8月8日没

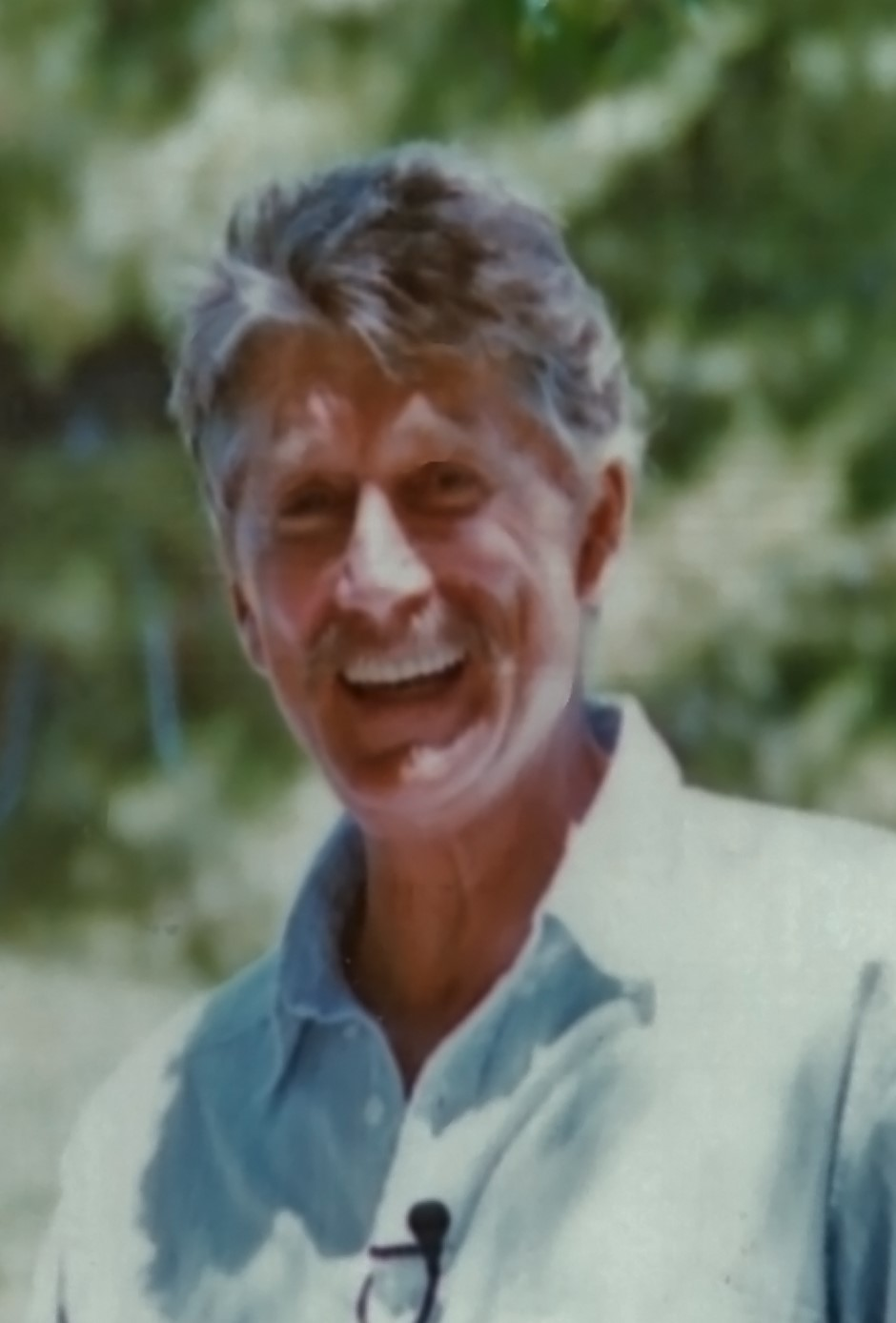
アレックス・コード／8月9日没

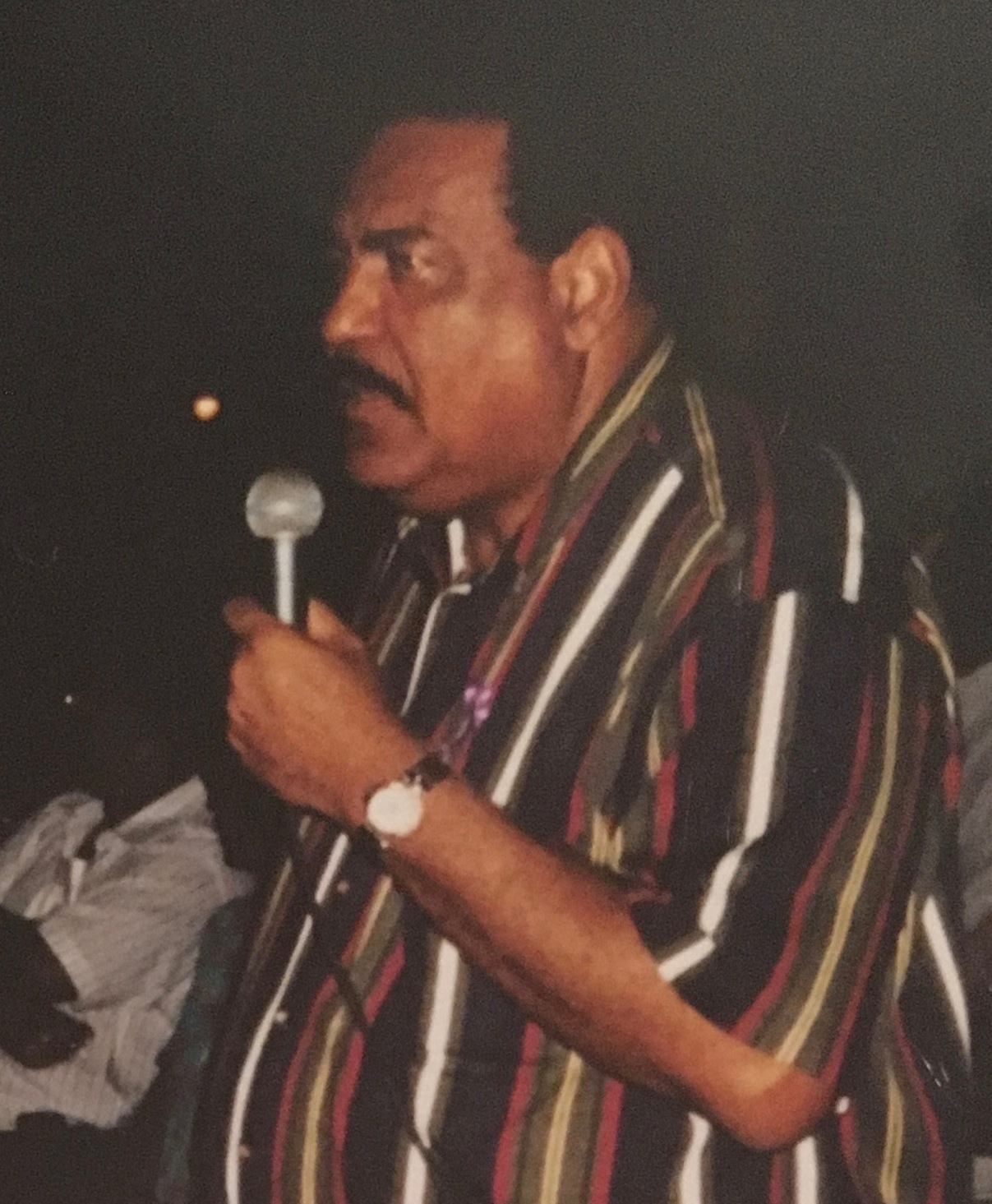
レスター・バード／8月9日没

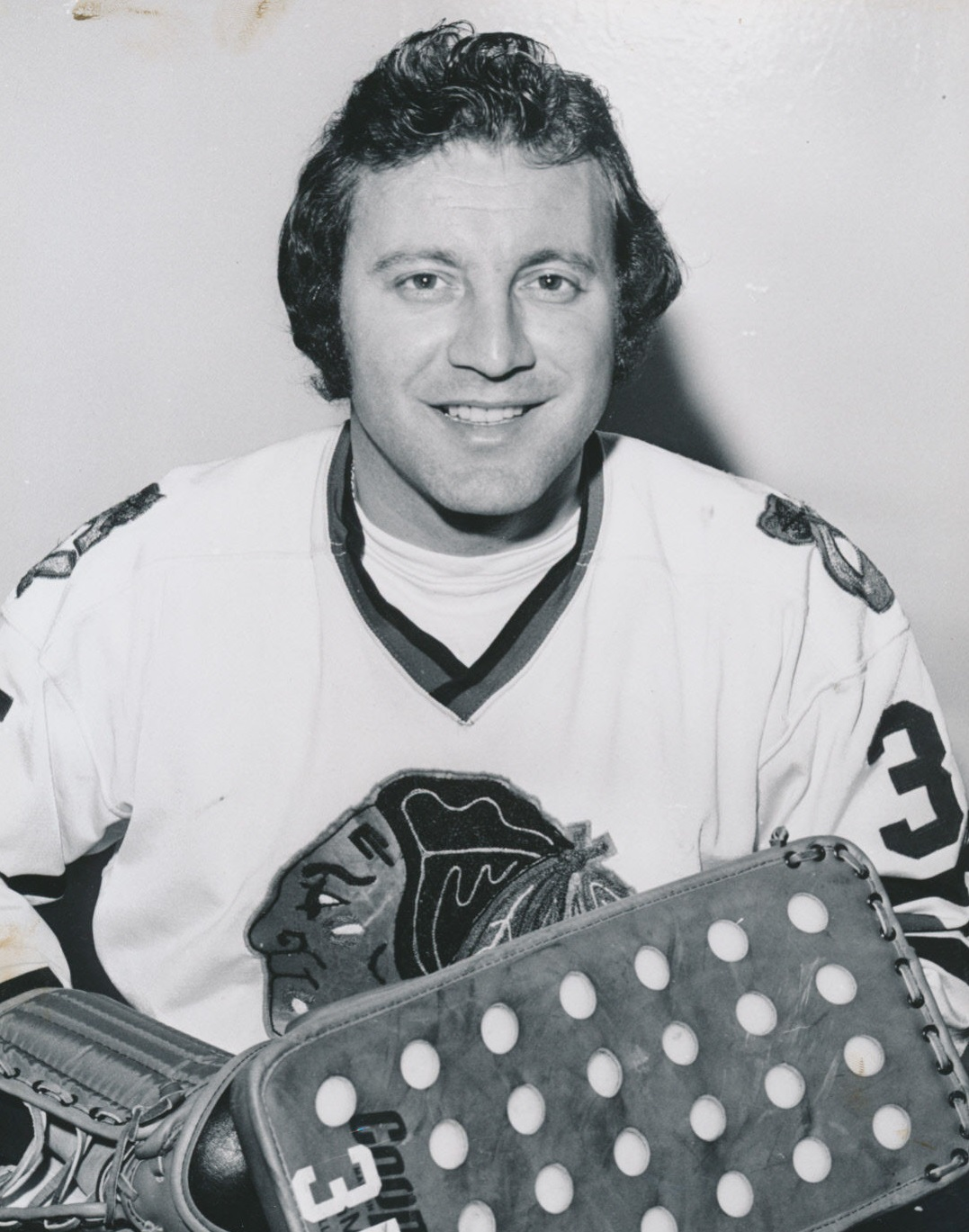
トニー・エスポジト／8月10日没

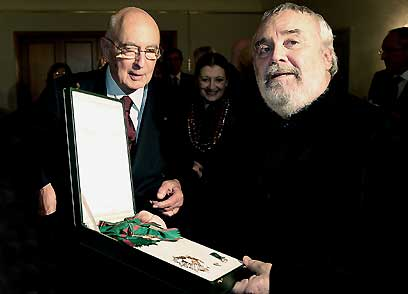
ジャンルイジ・ジェルメッティ（右）／8月11日没

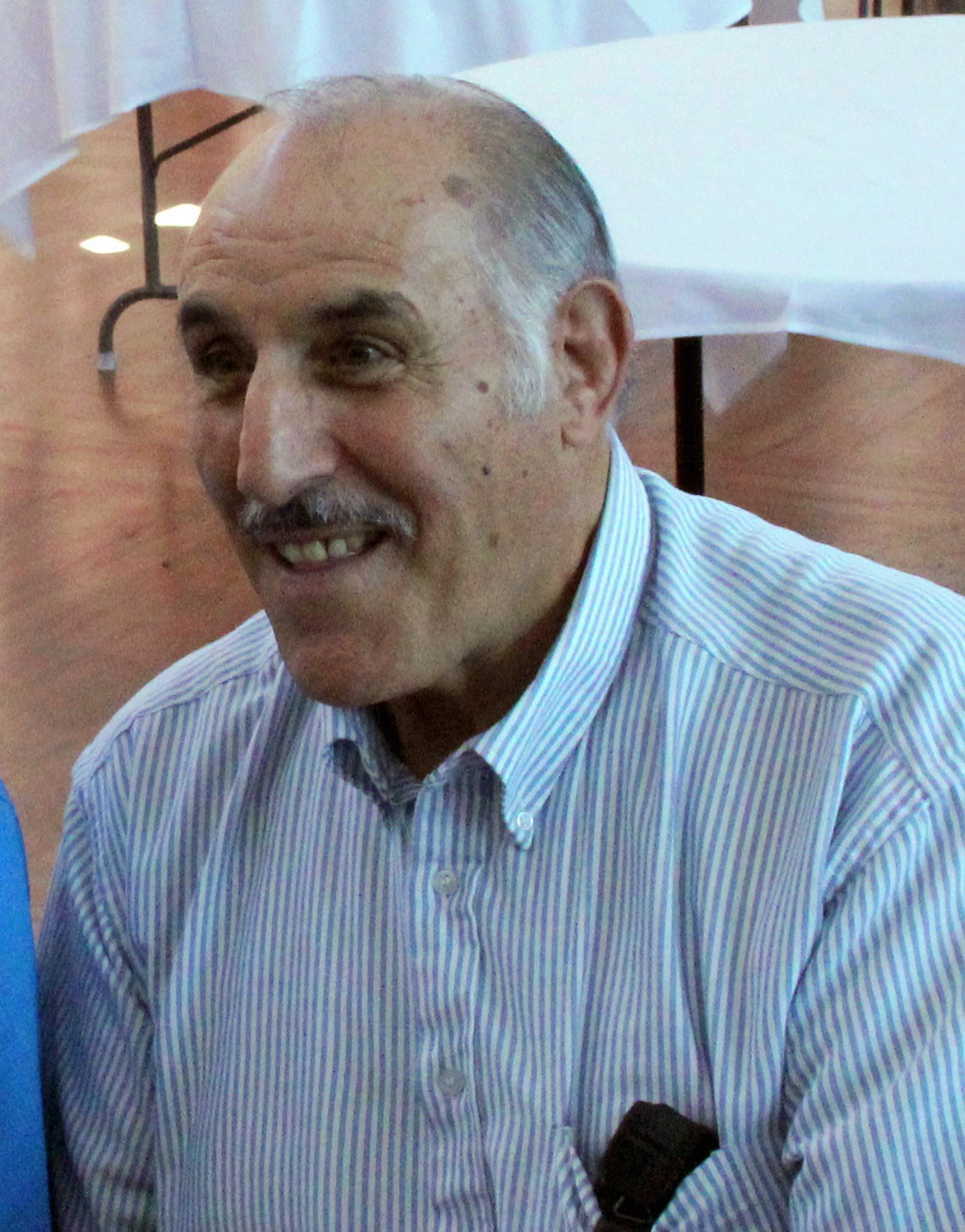
ドン・デヌーチ／8月12日没

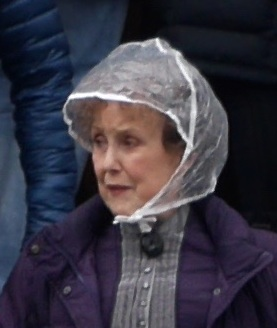
ユーナ・スタッブス／8月12日没

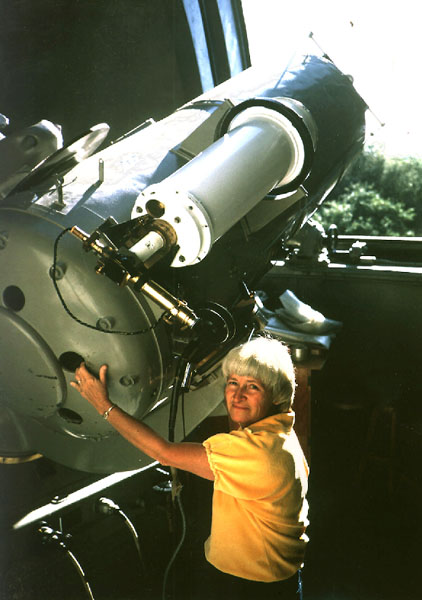
キャロライン・シューメーカー／8月13日没

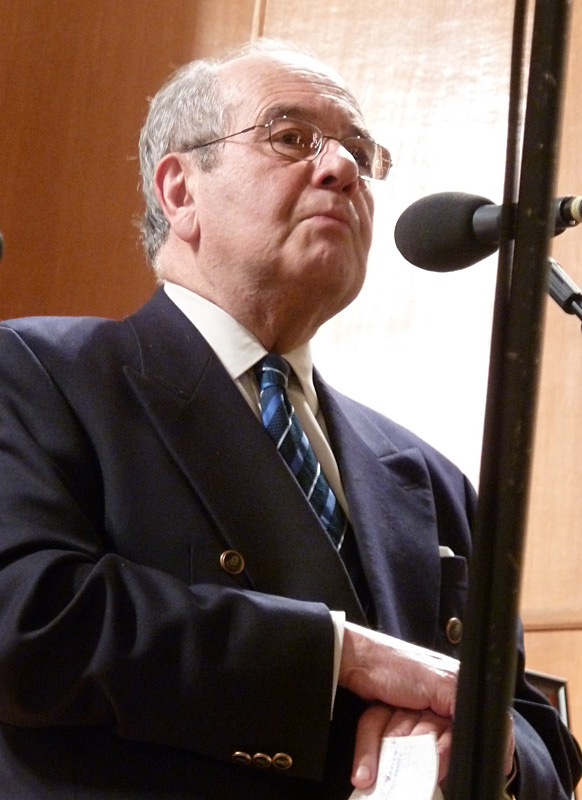
イーゴリ・オイストラフ／8月14日没

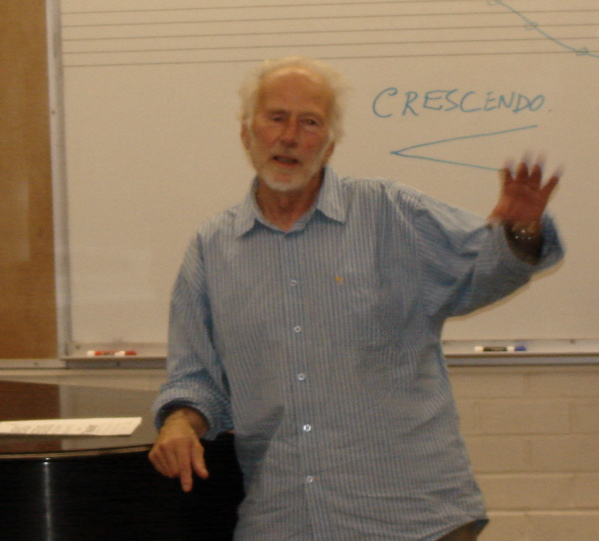
レーモンド・マリー・シェーファー／8月14日没

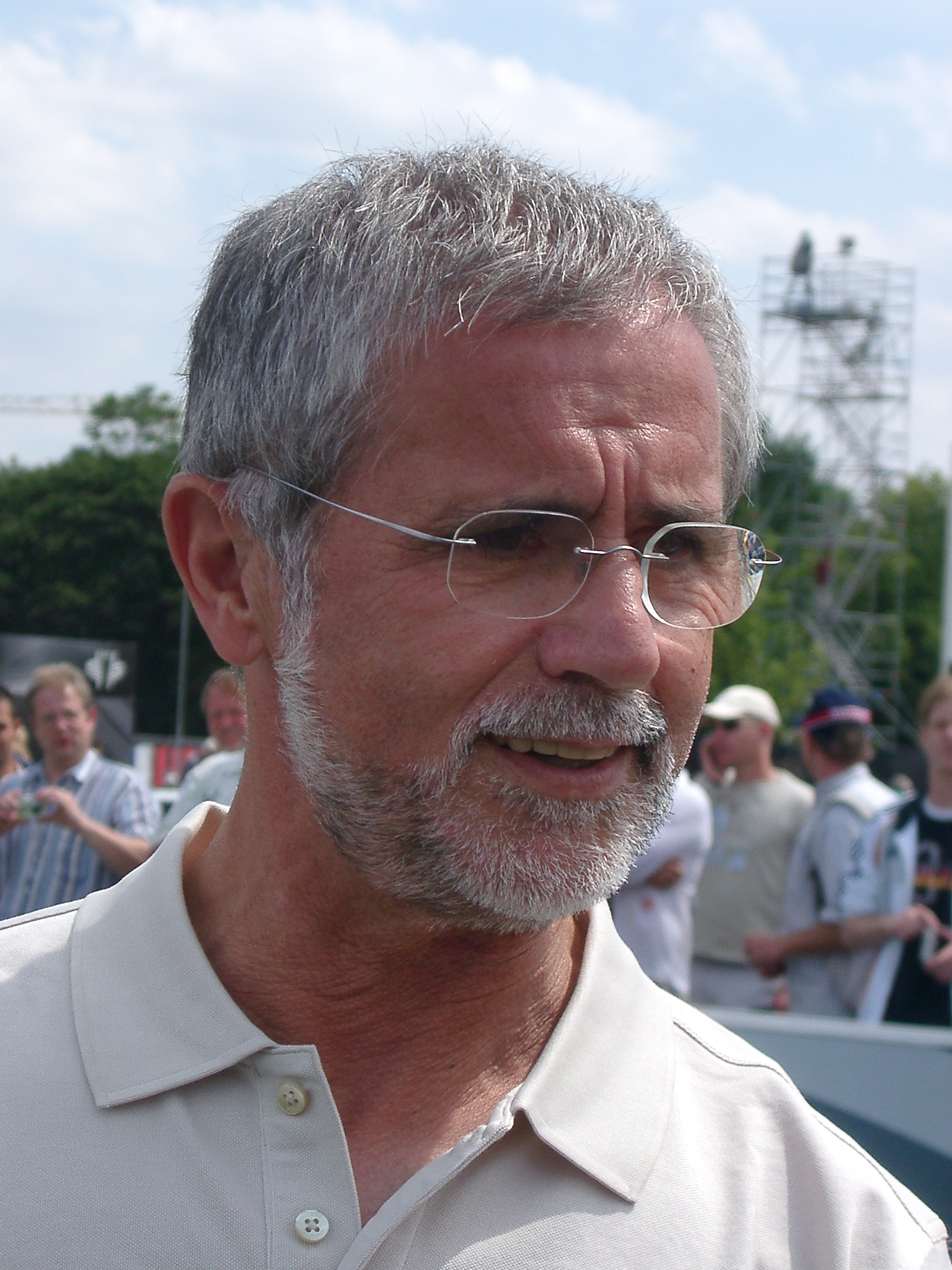
ゲルト・ミュラー／8月15日没

- 8月1日 - 高井真、日本の商学者、経営学者、関西学院大学名誉教授（* 1924年）[1]
- 8月1日 - 中井千之、日本のドイツ文学者、上智大学名誉教授（* 1929年）[2]
- 8月1日 - 余英時、中華民国出身のアメリカ合衆国の歴史学者（* 1930年）[3]
- 8月1日 - ポール・コットン（英語版）、アメリカ合衆国のギタリスト、シンガーソングライター、元ポコメンバー（* 1943年）[4]
- 8月1日 - 須田正己、日本のアニメーター、キャラクターデザイナー（* 1943年）[5]
- 8月1日 - 田島良昭、日本の社会活動家、社会福祉法人「南高愛隣会」元理事長、元最高検察庁参与（* 1945年）[6]
- 8月1日 - 山本剛、日本のゲームデザイナー、小説家（* 1969年）[7]
- 8月2日 - 本郷直樹、日本の俳優、歌手（* 1950年）[8]
- 8月2日 - アントニオ・ペンナッキ（英語版）、イタリアの作家、ストレーガ賞受賞者（* 1950年）[9]
- 8月2日 - ケリー・ハンド（英語版）（K-HAND） - アメリカ合衆国のDJ（* 1965年）[10]
- 8月2日 - 保坂秀樹、日本のプロレスラー（* 1971年）[11]
- 8月3日 - アーサー・ディオン・ハンナ（英語版）、バハマの政治家、第7代総督（* 1928年）[12]
- 8月3日 - ジョディ・ハミルトン（ジ・アサシン） - アメリカ合衆国のプロレスラー、トレーナー（* 1938年）[13]
- 8月3日 - 寺本光嘉、日本の政治家、和歌山県紀美野町長（* 1944年）[14]
- 8月3日 - 大隅正人、日本の元プロ野球選手【読売ジャイアンツ・中日ドラゴンズ・阪急ブレーブス所属】（* 1948年）[15]
- 8月3日 - ヨルゲン・ラングヘーレ、ノルウェーの俳優（* 1965年）[16]
- 8月3日 - 木下雄介、日本のプロ野球選手【中日ドラゴンズ所属】（* 1993年）[17]
- 8月3日（遺体発見日） - ビタリー・シショフ（英語版）、ベラルーシの人権活動家（* 1995年）[18]
- 8月4日 - 溝渕嘉雄、日本の歌人（* 1928年）[19]
- 8月4日 - 木村敏、日本の医学者、精神科医、京都大学名誉教授（* 1931年）[20]
- 8月4日 - カール・ハインツ・ボーラー、ドイツの文学者、エッセイスト（* 1932年）[21]
- 8月4日 - 神宮輝夫、日本の児童文学者、青山学院大学名誉教授（* 1932年）[22]
- 8月4日 - ラジー・ベイリー（英語版）、アメリカ合衆国のカントリーミュージックミュージシャン（* 1939年）[23]
- 8月4日 - グラハム・マクレー（英語版）、ニュージーランドの元F5000レーシングドライバー（* 1940年）[24]
- 8月4日 - 山田忠孝、日本出身のアメリカ合衆国の医師、教育者、実業家、篤志家（* 1945年）[25]
- 8月4日 - J.R.リチャード、アメリカ合衆国の元MLB選手【ヒューストン・アストロズ所属】（* 1950年）[26][27]
- 8月4日 - ボビー・イートン、アメリカ合衆国のプロレスラー、元NWA世界タッグ王者、WCW世界タッグ王者（* 1958年）[28]
- 8月4日 - ポール・ジョンソン（英語版）、アメリカ合衆国のDJ、音楽プロデューサー（* 1971年）[29]
- 8月5日 - イェヴヘーン・マルチューク、ウクライナの政治家、第4代首相（* 1941年）[30]
- 8月5日 - 伊東恒久、日本の脚本家（* 1941年）[31]
- 8月5日 - リチャード・トラムカ、アメリカ合衆国の労働運動家（* 1949年）[32]
- 8月5日 - 小林章夫、日本の英文学者、上智大学名誉教授（* 1949年）[33]
- 8月6日 - 吉原公一郎、日本のジャーナリスト、作家（* 1928年）[34]
- 8月6日 - 竹田晃、日本の中国文学研究者、東京大学・明海大学名誉教授、元東京大学運動会硬式野球部監督（* 1930年）[35]
- 8月6日 - ドナルド・ケーガン、リトアニア出身のアメリカ合衆国の歴史学者（* 1932年）[36]
- 8月6日 - イェウヘーン・ソトニコフ、ウクライナの柔道家（* 1980年）[37]
- 8月6日 - トレヴァー・ムーア、アメリカ合衆国のコメディアン、俳優（* 1980年）[38]
- 8月7日 - ジェーン・ウィザース（英語版）、アメリカ合衆国の女優（* 1926年）[39]
- 8月7日 - 森川哲次郎、日本の教育者、東邦音楽大学名誉教授（* 1929年?）[40]
- 8月7日 - ミハ・ヴァン・ヘッケ（イタリア語版）、ベルギーのダンサー、振付師（* 1944年）[41]
- 8月7日 - みなもと太郎、日本の漫画家（* 1947年）[42]
- 8月7日 - ホン・リウ（英語版）（劉虹）、中国出身のアメリカ合衆国の画家（* 1948年）[43]
- 8月7日 - マーキー・ポスト（英語版）、アメリカ合衆国の女優（* 1950年）[44]
- 8月7日 - デニス・トーマス（英語版）、アメリカ合衆国のサクソフォン奏者、クール&ザ・ギャングメンバー（* 1951年）[45]
- 8月7日 - ブラッドリー・アラン（英語版）、オーストラリアの武術家、スタントマン（* 1973年）[46]
- 8月8日 - ポール・ヘリヤー、カナダの政治家、UFO研究者、元運輸大臣・国防大臣（* 1923年）[47]
- 8月8日 - ボビー・ボウデン（英語版）、アメリカ合衆国のアメリカンフットボール指導者（* 1929年）[48]
- 8月8日 - 蒔田さくら子、日本の歌人（* 1929年）[49]
- 8月8日 - ウォルター・イエトニコフ（英語版）、アメリカ合衆国の実業家、元CBSレコード社長兼CEO（* 1933年）[50]
- 8月8日 - チェーザレ・サルバドーリ（英語版）、イタリアの元フェンシング選手、1972年ミュンヘンオリンピックサーブル団体金メダリスト（* 1941年）[51]
- 8月8日 - ブルース・コンテ（英語版）、アメリカ合衆国のギタリスト、元タワー・オブ・パワー メンバー（* 1950年）[52]
- 8月8日 - 斎藤雅広、日本のピアニスト（* 1958年）[53]
- 8月9日 - 根岸正、日本の洋画家、武蔵野美術大学名誉教授（* 1924年）[54]
- 8月9日 - パトリシア・ヒッチコック（英語版）、アメリカ合衆国の女優（* 1928年）[55]
- 8月9日 - セルゲイ・コワリョフ（英語版）、ロシアの生物物理学者、人権活動家、政治家（* 1930年）[56]
- 8月9日 - アレックス・コード、アメリカ合衆国の俳優（* 1933年）[57]
- 8月9日 - レスター・バード、アンティグア・バーブーダの政治家、第2代首相（* 1938年）[58]
- 8月9日 - 海保博之、日本の心理学者、筑波大学・東京成徳大学名誉教授（* 1942年）[59]
- 8月9日 - ボブ・ジェンキンス（英語版）、アメリカ合衆国のモーターレースアナウンサー（* 1947年）[60]
- 8月9日 - チャッキー・トンプソン（英語版）、アメリカ合衆国の音楽プロデューサー（* 1968年）[61]
- 8月9日 - キャメロン・バレル（英語版）、アメリカ合衆国の陸上競技選手、2019年IAAF世界リレー4×100m銀メダリスト（* 1994年）[62]
- 8月10日 - 入江一子、日本の画家（* 1916年）[63]
- 8月10日 - ステファン・ウィルキンソン（英語版）、イギリスの合唱指揮者、作曲家（* 1919年）[64]
- 8月10日 - 桂秀策、日本の医学者、岩手医科大学名誉教授（* 1926年）[65]
- 8月10日 - エドゥアルド・マルティネス・ソマロ（英語版）、スペインのカトリック教会神父、枢機卿、元カメルレンゴ（* 1927年）[66]
- 8月10日 - 藤本淳雄、日本のドイツ・オーストリア文学者、東京大学名誉教授（* 1929年）[67]
- 8月10日 - 井上輝子、日本の女性学者、和光大学名誉教授（* 1942年）[68]
- 8月10日 - トニー・エスポジト、カナダの元アイスホッケー選手、ホッケー殿堂【シカゴ・ブラックホークスなどに所属】（* 1943年）[69]
- 8月10日 - 鍜治真起、日本のパズル作家、実業家、ニコリ創業者（* 1951年）[70]
- 8月10日 - ヴィクトリア・パリス、アメリカ合衆国のポルノ女優（* 1960年）[71]
- 8月11日 - ジュヌヴィエーヴ・アッセ（英語版）、フランスの画家（* 1923年）[72]
- 8月11日 - ミシェル・ラクロット（英語版）、フランスの美術史家、元ルーブル美術館館長（* 1929年）[73]
- 8月11日 - 世木田江山、日本の前衛書道家（* 1935年）[74]
- 8月11日 - パウロ・ジョゼ（英語版）、ブラジルの俳優（* 1937年）[75]
- 8月11日 - ペーター・フライシュマン（英語版）、ドイツの映画監督（* 1937年）[76]
- 8月11日 - ジャンルイジ・ジェルメッティ、イタリアの指揮者、元モンテカルロ・フィルハーモニー管弦楽団音楽監督、ローマ歌劇場首席指揮者（* 1945年）[77]
- 8月11日 - マイク・フィニガン（英語版）、アメリカ合衆国のハモンドオルガン奏者、歌手（* 1945年）[78]
- 8月12日 - エミリオ・フロレス・マルケス、プエルトリコのスーパーセンテナリアン、ギネス世界記録保持者（* 1908年）[79]
- 8月12日 - 宮良ルリ、日本の元教職員、元ひめゆり学徒隊員、元ひめゆり平和祈念資料館館長（* 1926年）[80]
- 8月12日 - クルト・ビーデンコップ（英語版）、ドイツの政治家、元ザクセン州首相（* 1930年）[81]
- 8月12日 - ロンネル・ブライト、アメリカ合衆国のジャズピアニスト（* 1930年）[82]
- 8月12日 - カール＝フリードリッヒ・ハース、ドイツの元陸上競技選手、1952年ヘルシンキオリンピック4x400mリレー銅メダリスト【西ドイツ代表】（* 1931年）[83]
- 8月12日 - ドン・デヌーチ、イタリア出身のプロレスラー（* 1932年）[84]
- 8月12日 - イガエル・トゥマルキン（英語版）、イスラエルの彫刻家、画家（* 1933年）[85]
- 8月12日 - タルチシオ・メイラ（英語版）、ブラジルの俳優（* 1935年）[86]
- 8月12日 - ユーナ・スタッブス、イギリスの女優（* 1937年）[87]
- 8月12日 - 今村純二、日本の実業家、元北海道日本ハムファイターズ会長、社長（* 1938年）[88]
- 8月12日 - 小平裕、日本の映画監督（* 1938年）[89]
- 8月12日 - サトウ・ユウ、日本の漫画家（* 1959年）[90]
- 8月13日 - キャロライン・シューメーカー、アメリカ合衆国の天文学者（* 1929年）[91]
- 8月13日 - 小野田正愛、日本の実業家、元山之内製薬（現アステラス製薬）社長（* 1931年）[92]
- 8月13日 - スティーヴ・ペリン（英語版）、アメリカ合衆国のゲームデザイナー、テクニカルライター（* 1946年）[93]
- 8月13日 - マンクヌゴロ9世（英語版）、インドネシアの王族、マンクヌゴロ家（英語版）当主（* 1951年）[94]
- 8月13日 - ナンシー・グリフィス（英語版）、アメリカ合衆国のシンガーソングライター（* 1953年）[95]
- 8月13日 - ババ・ズンビ（英語版）、アメリカ合衆国のラッパー、音楽プロデューサー、ザイオン・アイ（英語版）メンバー（* 1972年?）[96]
- 8月13日 - フランク・ベリエ（英語版）、フランスの元サッカー選手（* 1983年）[97]
- 8月14日 - タンプイン・ブーンルーン・チュンハワン（英語版）、タイのソーシャライト、チャートチャーイ・チュンハワン夫人（* 1920年）[98]
- 8月14日 - メリー喜多川、日本の実業家、ジャニーズ事務所名誉会長（* 1927年）[99]
- 8月14日 - 葉梨信行、日本の政治家、元自由民主党衆議院議員、第35代自治大臣、第45代国家公安委員会委員長（* 1928年）[100]
- 8月14日 - イーゴリ・オイストラフ、ウクライナのヴァイオリニスト（* 1931年）[101]
- 8月14日 - ヒュー・ウッド（英語版）、イギリスの作曲家（* 1932年）[102]
- 8月14日 - カルロス・コレイア、ギニアビサウの政治家、第5・7・17・21代首相（* 1933年）[103]
- 8月14日 - レーモンド・マリー・シェーファー、カナダの作曲家、作家（* 1933年）[104]
- 8月14日 - ピエラ・デッリ・エスポスティ（英語版）、イタリアの女優（* 1938年）[105]
- 8月14日 - ジェリー藤尾、日本の歌手、俳優（* 1940年）[106]
- 8月14日 - 荒川清秀、日本の言語学者、愛知大学教授（* 1949年）[107]
- 8月14日 - ジャン・ガブリエル・フォルトゥネ（英語版）、ハイチの政治家、上院議員、レカイ市長（* 生年不明）[108]
- 8月15日 - ルース・アピラド（英語版）、アメリカの教師、雑誌編集、設立者、スーパーセンテナリアン（* 1908年）[109]
- 8月15日 - 山内静夫、日本の映画プロデューサー（* 1925年）[110]
- 8月15日 - ヒロ（若林康宏）、日本出身のアメリカ合衆国の写真家（* 1930年）[111]
- 8月15日 - 山田康之、日本の農学者、奈良先端科学技術大学院大学元学長・名誉教授、京都大学名誉教授（* 1931年）[112]
- 8月15日 - 西尾珪子、日本の社団法人理事、国際日本語普及協会会長（* 1932年）[113]
- 8月15日 - アブデルハミド・ブラヒミ（英語版）、アルジェリアの政治家、第3代首相（* 1936年）[114]
- 8月15日 - ゲルト・ミュラー、ドイツの元サッカー選手・指導者、元西ドイツ代表（* 1945年）[115]
- 8月15日 - 松井清人、日本の実業家、元文藝春秋社長（* 1950年）[116]
- 8月15日 - ナタリー・マイエ（英語版）、フランスの建築家、レーシングドライバー、スパ・フランコルシャンCEO（* 1970年）[117]

## 16日 - 31日

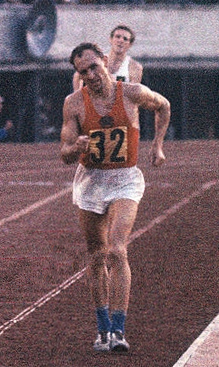
ウラジミル・ゴルブニチー／8月16日没

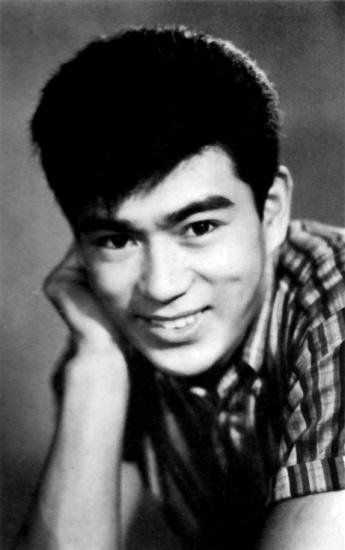
千葉真一／8月19日没

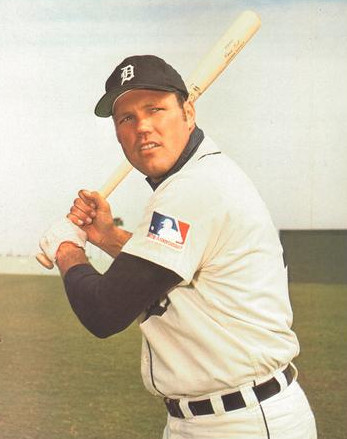
ビル・フリーハン／8月19日没

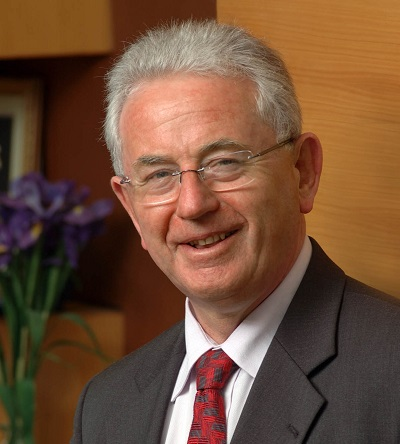
マイケル・カレン／8月19日没

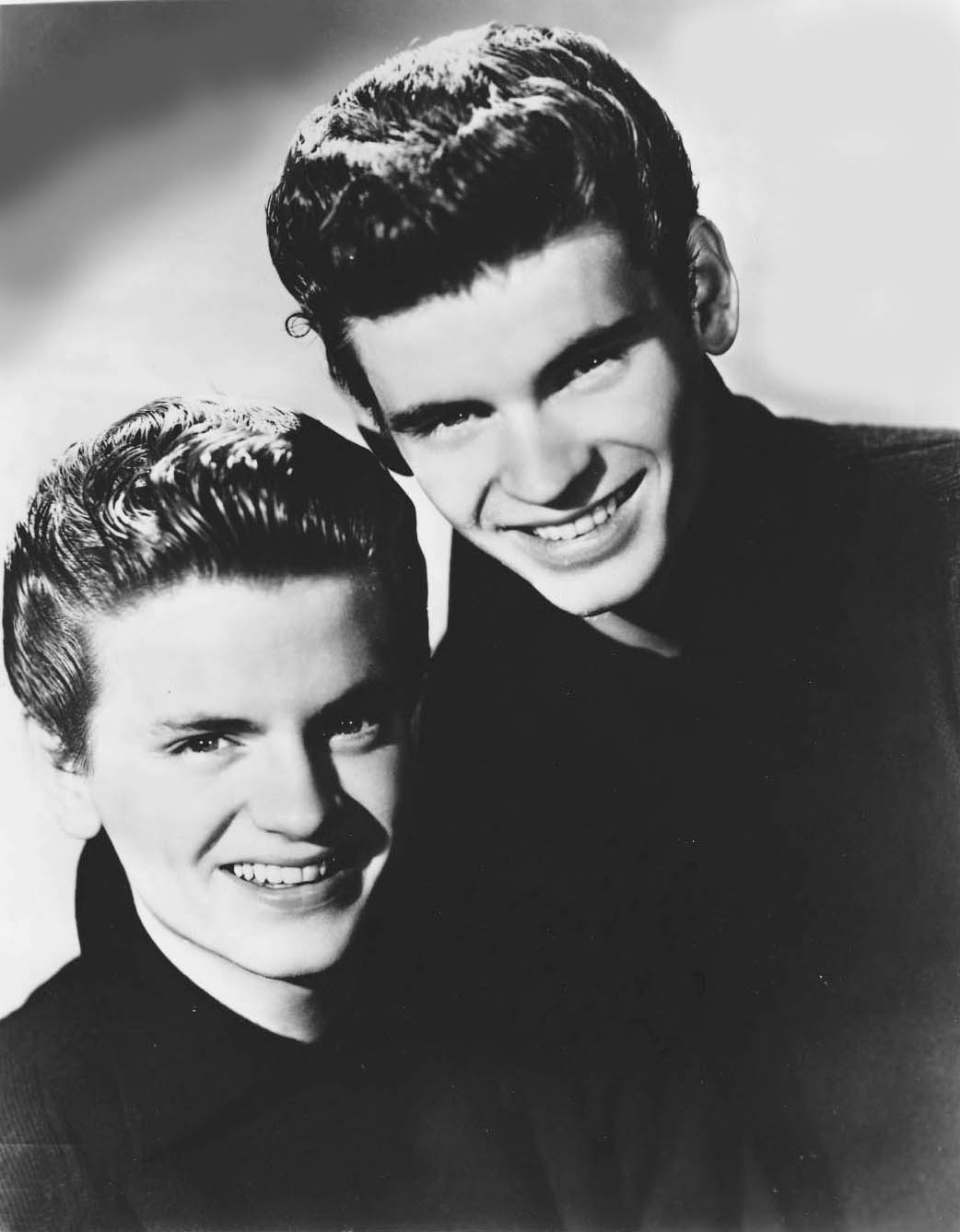
ドン・エヴァリー（右）／8月21日没

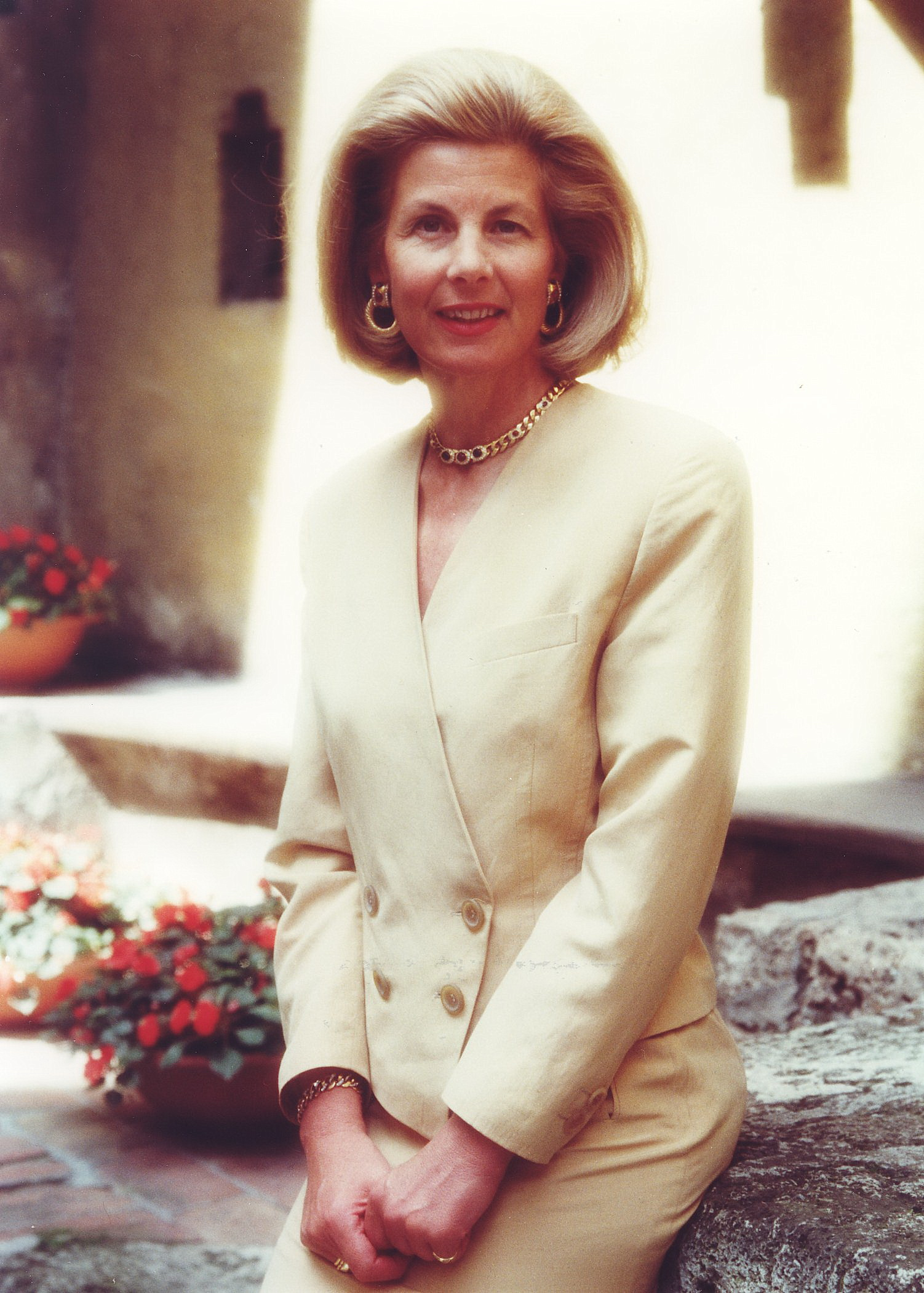
マリー・キンスキー／8月21日没

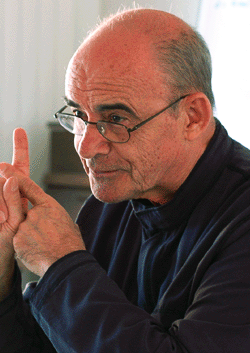
ジャン＝リュック・ナンシー／8月23日没

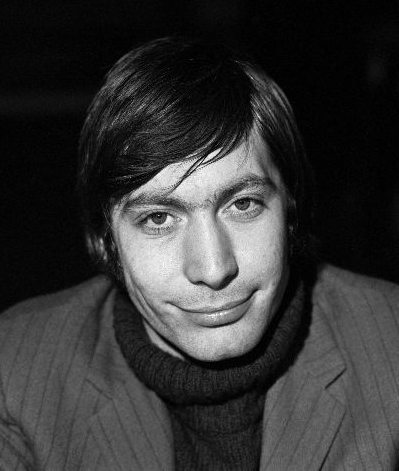
チャーリー・ワッツ／8月24日没

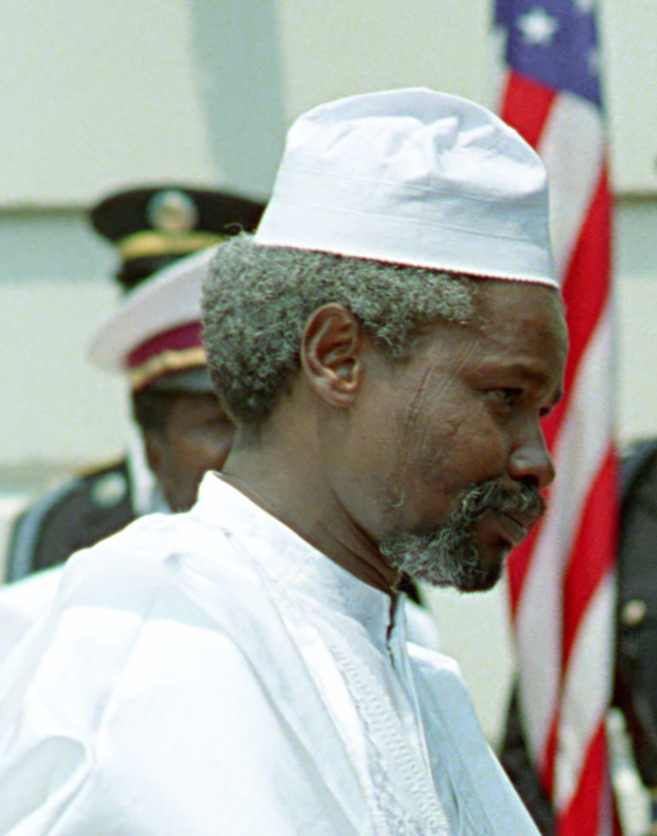
イッセン・ハブレ／8月24日没

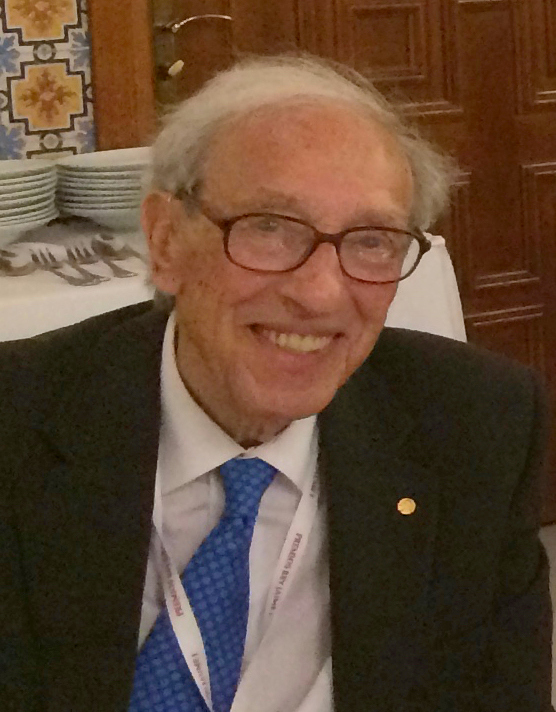
エドモンド・フィッシャー／8月27日没

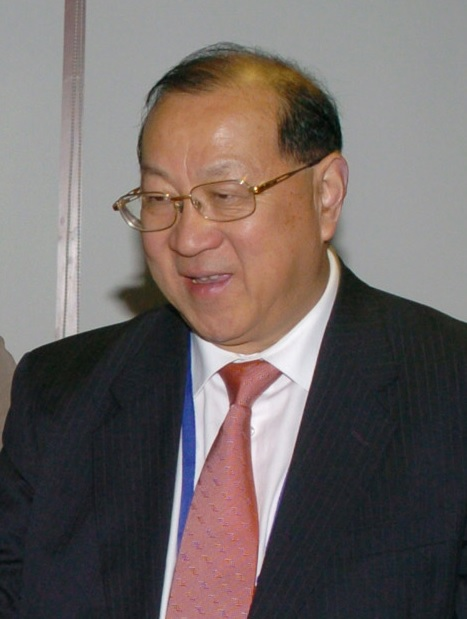
金人慶／8月28日没

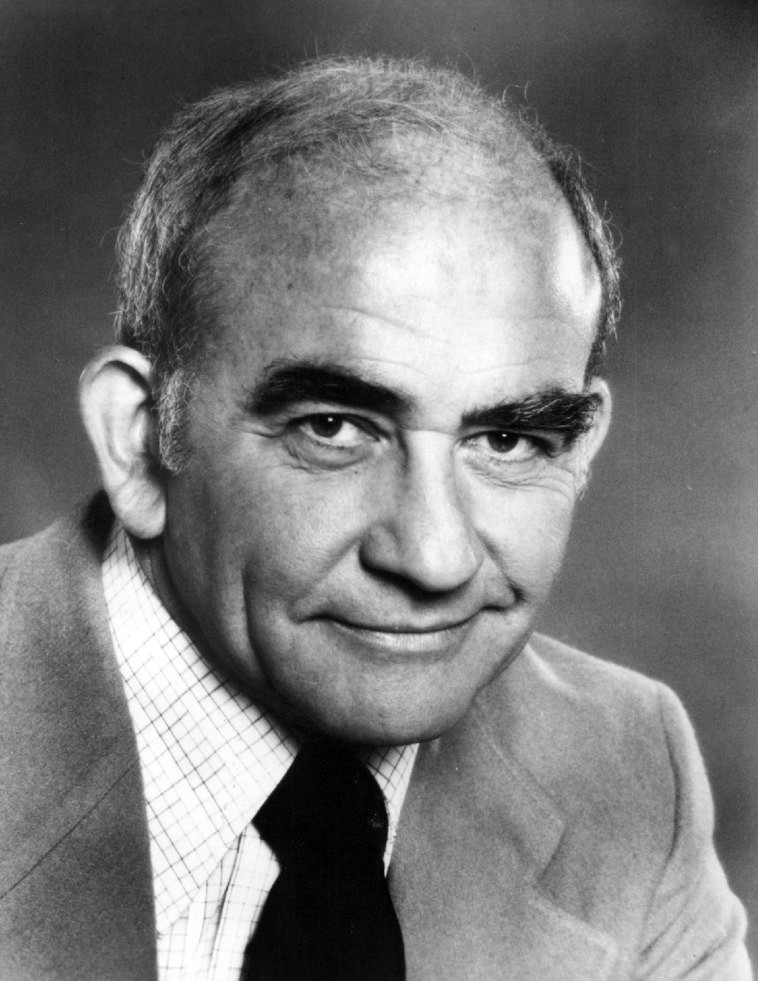
エドワード・アズナー／8月29日没

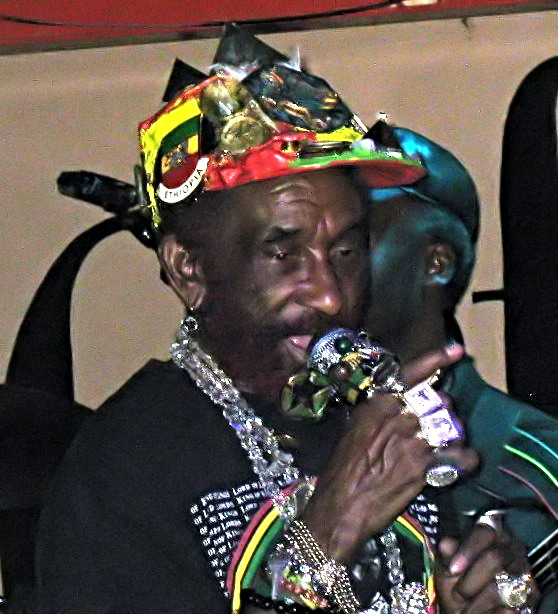
リー・ペリー／8月29日没

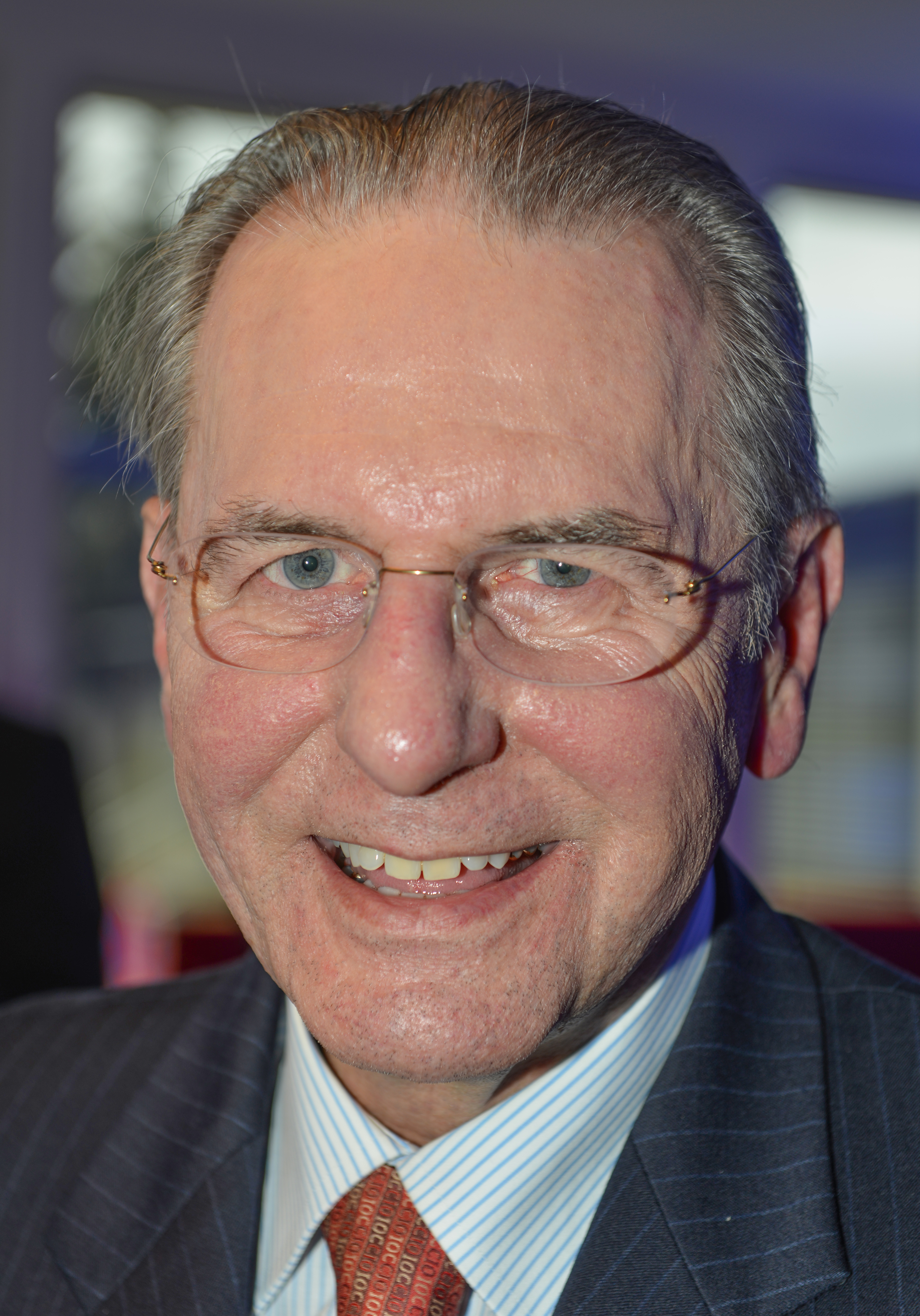
ジャック・ロゲ／8月29日没

- 8月16日 - 坊城中子、日本の俳人・看護師（* 1928年）[118]
- 8月16日 - 坂上弘、日本の小説家（* 1936年）[119]
- 8月16日 - ウラジミル・ゴルブニチー、ウクライナの元陸上競技選手、1960年ローマ・1968年メキシコシティーオリンピック20km競歩金メダリスト【ソビエト連邦代表】（* 1936年）[120]
- 8月16日 - 中冨博隆、日本の実業家、久光製薬名誉会長・元社長（* 1937年）[121][122]
- 8月16日 - キム・ミンギョン（朝鮮語版）、韓国の女優（* 1960年）[123]
- 8月17日 - 李庭植（英語版）、朝鮮出身のアメリカ合衆国の政治学者（* 1931年）[124]
- 8月17日 - 3代目笑福亭仁鶴、日本の落語家、タレント、吉本興業特別顧問（* 1937年）[125]
- 8月17日 - 滝良子、日本のラジオパーソナリティ（* 1945年）[126]
- 8月17日 - 高橋三千綱、日本の作家、芥川賞受賞者（* 1948年）[127]
- 8月17日 - 高橋けんじ、日本のイラストレーター（* 1951年）[128]
- 8月17日 - 棚田京一、日本の実業家、元タイトヨタ自動車社長、デルフィス社長（* 1954年）[129]
- 8月17日 - ニコライ・クイモフ（英語版）、ロシアのテストパイロット、ロシア連邦英雄（* 1957年）[130]
- 8月18日 - 富山妙子、日本の画家（* 1921年）[131]
- 8月18日 - 坂本賞三、日本の歴史学者、広島大学名誉教授（* 1926年）[132]
- 8月18日 - 従野明宏、日本のバレーボール指導者、元全日本女子代表監督、学習院元中・高等科長・名誉教授（* 1933年?）[133]
- 8月18日 - ジョゼフ・L・ギャロウェイ（英語版）、アメリカ合衆国の新聞特派員、コラムニスト（* 1941年）[134]
- 8月18日 - 辻萬長、日本の俳優（* 1944年）[135]
- 8月19日 - 李行、台湾の映画監督（* 1930年）[136]
- 8月19日 - 千葉真一、日本の俳優、ジャパンアクションクラブ創始者（* 1939年）[137]
- 8月19日 - チャック・クローズ（英語版）、アメリカ合衆国の画家（* 1940年）[138]
- 8月19日 - ビル・フリーハン、アメリカ合衆国の元MLB選手・指導者【デトロイト・タイガース所属】（* 1941年）[139]
- 8月19日 - 福島駿介、日本の建築史学者、琉球大学名誉教授（* 1941年）[140]
- 8月19日 - マイケル・カレン、ニュージーランドの元政治家、経済学者、歴史家、元副首相・財務大臣（* 1945年）[141]
- 8月20日 - 盛田和昭、日本の実業家、元敷島製パン会長（* 1923年）[142]
- 8月20日 - ピーター・インド（英語版）、イギリスのジャズベーシスト、音楽プロデューサー（* 1928年）[143]
- 8月20日 - トム・T・ホール（英語版）、アメリカ合衆国のシンガーソングライター（* 1936年）[144]
- 8月20日 - 三遊亭圓龍、日本の落語家（* 1939年）[145][146]
- 8月20日 - ラリー・ハーロウ（英語版）、アメリカ合衆国のサルサミュージシャン（* 1936年）[147]
- 8月20日 - 川路耕一、日本の実業家、光陽ホールディングス創業者（* 1945年）[148]
- 8月20日 - 西本雄二、日本の実業家、元中外炉工業社長・会長（* 1945年）[149]
- 8月21日 - 山藤美知子、日本の書家（* 1930年?）[150]
- 8月21日 - 秋田師山、日本の書家（* 1934年?）[151]
- 8月21日 - 野村幻雪、日本の能楽師（* 1936年）[152]
- 8月21日 - ドン・エヴァリー、アメリカ合衆国の歌手、ソングライター、エヴァリー・ブラザースメンバー（* 1937年）[153]
- 8月21日 - ビル・エマーソン（英語版）、アメリカ合衆国のバンジョー奏者（* 1938年）[154]
- 8月21日 - マリー・キンスキー、リヒテンシュタイン侯ハンス・アダム2世妃（* 1940年）[155]
- 8月21日 - 二瓶正也、日本の俳優（* 1940年）[156]
- 8月21日 - フィル・ヴァレンタイン、アメリカ合衆国のラジオパーソナリティ（* 1959年）[157]
- 8月22日 - マリリン・イーストマン（ドイツ語版）、アメリカ合衆国の女優（* 1933年）[158]
- 8月22日 - 松平直晃、直良系越前松平家（播磨国明石藩）第15代当主（* 1935年）[159]
- 8月22日 - シャルル・ビュルル（英語版）、フランスのテノール歌手（* 1936年）[160]
- 8月22日 - ロッド・ギルバート（英語版）、カナダの元アイスホッケー選手【ニューヨーク・レンジャース所属】、アイスホッケー殿堂（* 1941年）[161]
- 8月22日 - エンディ山口、日本のミュージシャン、ピンキーとキラーズの元メンバー（* 1945年）[162]
- 8月22日 - 魚住陽子、日本の小説家（* 1951年）[163]
- 8月22日 - ブライアン・トラヴァース（英語版）、アメリカ合衆国のサクソフォン奏者、ソングライター、元UB40メンバー（* 1959年）[164]
- 8月22日 - エリック・ワグナー（英語版）、アメリカ合衆国の歌手、元トラブルメンバー（* 1959年）[165]
- 8月22日 - 神先史土、日本の漫画原作者（* 1964年?）[166]
- 8月23日 - 新倉俊一、日本のアメリカ詩研究者、明治学院大学名誉教授（* 1930年）[167]
- 8月23日 - 水本完、日本の音響監督、ザック・プロモーション創業者（* 1932年）[168]
- 8月23日 - ジャン＝リュック・ナンシー、フランスの哲学者（* 1940年）[169]
- 8月23日 - ブリック・ブロンスキー（英語版）、アメリカ合衆国の元プロレスラー、俳優（* 1964年）[170]
- 8月24日 - 圓子哲雄、日本の詩人（* 1930年）[171]
- 8月24日 - 青空たのし、日本の漫談家、司会者、元漫才師（* 1931年）[172]
- 8月24日 - 松田靖子、日本の元陸上競技選手、1960年ローマオリンピック砲丸投げ代表（* 1937年）[173]
- 8月24日 - チャーリー・ワッツ、イギリスのミュージシャン、ローリング・ストーンズのドラマー（* 1941年）[174]
- 8月24日 - イッセン・ハブレ、チャドの軍人、政治家、第3代首相、第6代大統領（* 1942年）[175]
- 8月24日 - 廣川和男、日本の彫刻家、宮島彫伝統工芸士（* 1943年?）[176]
- 8月24日 - フリッツ・マッキンタイア（英語版）、アメリカ合衆国のキーボード奏者、元シンプリー・レッドメンバー（* 1958年）[177]
- 8月24日 - 坂中正義、日本の心理学者、南山大学教授（* 1970年）[178]
- 8月25日 - 鄭哲敏、中華人民共和国の工学者、物理学者（* 1924年）[179]
- 8月25日 - モーシン・アフマド・アル＝アイニ（英語版）、イエメン・アラブ共和国（北イエメン）の政治家、元首相、元外相（* 1932年）[180]
- 8月25日 - ロビン・ミラー（英語版）、アメリカ合衆国のモーターレースジャーナリスト（* 1949年）[181]
- 8月26日 - 田中重信、日本の実業家、元フジクラ社長（* 1931年?）[182]
- 8月26日 - ケニー・マローン（英語版）、アメリカ合衆国のドラマー（* 1938年）[183]
- 8月26日 - ソムポート・セーンドゥアンチャーイ、タイの映画監督（* 1941年）[184]
- 8月26日 - ウラジーミル・シャドリン、ロシアの元アイスホッケー選手・指導者、1972年札幌・1976年インスブルックオリンピック金メダリスト（* 1948年）[185]
- 8月27日 - マリア・オリヴァ（イタリア語版）、イタリアのスーパーセンテナリアン、存命中のイタリア最高齢だった人物（* 1909年）[186]
- 8月27日 - エドモンド・フィッシャー、アメリカ合衆国の生化学者、ノーベル生理学・医学賞受賞者（* 1920年）[187]
- 8月27日 - 臼谷三郎、日本の公衆衛生学者、弘前大学名誉教授（* 1927年）[188]
- 8月27日 - 岡田博、日本の編集者、映画プロデューサー、ワイズ出版創業者（* 1949年）[189]
- 8月27日 - 三遊亭多歌介、日本の落語家（* 1966年）[190]
- 8月27日 - サム・ソルター（英語版）、アメリカ合衆国のR&Bシンガー（* 1975年）[191]
- 8月28日 - エヴァンゲリスタ・ルイサ・ロペス・デ・コンタリーノ、アルゼンチンのスーパーセンテナリアン、世界で14番目に長寿だった人物（* 1907年）[192]
- 8月28日 - テレサ・ツィリス＝ガラ、ポーランドのソプラノ歌手（* 1930年）[193]
- 8月28日 - 姜春雲（中国語版）、中華人民共和国の政治家、元国務院副総理・山東省書記（* 1930年）[194]
- 8月28日 - 美濃口武雄、日本の経済史学者、一橋大学名誉教授（* 1937年）[195]
- 8月28日 - ジャック・ドゥルーアン、カナダのアニメーター、アニメ監督（* 1943年）[196]
- 8月28日 - 金人慶、中華人民共和国の政治家、元財政部長（* 1944年）[197]
- 8月29日 - 橋本敦、日本の政治家、弁護士、元参議院議員【日本共産党所属】（* 1928年）[198]
- 8月29日 - エドワード・アズナー、アメリカ合衆国の俳優、エミー賞受賞者（* 1929年）[199]
- 8月29日 - 宮路長礼、日本の実業家、元日本信号社長（* 1932年?）[200]
- 8月29日 - リー・ペリー、ジャマイカのレゲエミュージシャン（* 1936年）[201]
- 8月29日 - 水木楊、日本の作家、元日本経済新聞社取締役（* 1937年）[202]
- 8月29日 - ロン・ブッシー（英語版）、アメリカ合衆国のドラマー、アイアン・バタフライメンバー（* 1941年）[203]
- 8月29日 - ジャック・ロゲ、ベルギーの貴族、整形外科医、国際オリンピック委員会第8代会長・名誉会長（* 1942年）[204]
- 8月29日 - 佐伯かよの、日本の漫画家（* 1952年）[205]
- 8月30日 - ロナルド・ヘルマン、ニュージーランドのトレンチアート作家（* 1911年）[206]
- 8月30日 - フセヴォロド・オフチンニコフ、ロシアのジャーナリスト（* 1926年）[207]
- 8月30日 - 西脇久夫、日本のテノール歌手、ボニージャックスメンバー（* 1936年）[208]
- 8月30日 - ロバート・デイヴィッド・スティール、アメリカ合衆国の計算機科学者、歴史家、陰謀論者（* 1952年）[209]
- 8月30日 - 谷口広樹、日本の画家、イラストレーター、作家、東京工芸大学教授（* 1957年）[210]
- 8月30日 - 王光輝（中国語版）、台湾の元野球選手・指導者【兄弟エレファンツ所属】（* 1964年）[211]
- 8月31日 - 武内徳夫、日本の実業家、元南陽社長（* 1924年）[212]
- 8月31日 - 浜口義曠、日本の元官僚、元食糧庁長官・農林水産省事務次官、元日本中央競馬会理事長（* 1933年）[213]
- 8月31日 - フランチェスコ・モリーニ、イタリアの元サッカー選手、元同国代表（* 1944年）[214]
- 8月31日 - ノベストゥ・ムバドゥ（英語版）、南アフリカ共和国のムバカンガ歌手、マホテラ・クイーンズ（英語版）メンバー（* 1945年）[215]
- 8月31日 - 江崎マサル、日本の音楽家、プロデューサー（* 1966年）[216]
- 8月31日 - デーモン・ティボドー（英語版）、アメリカ合衆国の元死刑囚（* 1974年?）[217][218]

## 没日不明
- 8月上旬 - ニンドリ、日本の作曲家、音楽プロデューサー、Coupleメンバー（* 生年非公表）[219]
- 森彬大、日本のテレビプロデューサー【フジテレビ所属】、実業家、仙台放送元社長（* 生年非公表）[220]
- 田中正悟、日本の格闘技関係者（* 1960年）[221]